# Santiago Sastre Ariza
Santiago Sastre Ariza (Toledo, 1968) es doctor en Derecho por la Universidad de Castilla-La Manchay Licenciado en Ciencias Religiosas. Profesor, poeta, novelista .

## Biografía
Santiago Sastre nació en Toledo en el año 1968.  Es académico numerario de la Real Academia de Bellas Artes y Ciencias Históricas de Toledo. Trabaja como profesor de la Facultad de Ciencias Jurídicas y Sociales en la Universidad de Castilla-La Mancha.  Tiene 40 libros publicados.

En cuanto al ámbito literario, en el priman sus poemas, aunque también ha escrito obras narrativas.  Siente especial interés por el sentido del humor y por usar un lenguaje cotidiano en sus poemas.

## Obras
En toda su vida como escritor, Santiago ha escrito 18 libros de poesía que enumeramos a continuación:
- La escucha silente. Convento del oye (1988)
- Zoom (1994). Recibió el premio Benito de Lucas.
- La tierra transparente (1997)
- Dentro  (2005)
- El reloj de Gulliver (2009)
- Agua corriente (2011)
- Los lagartos llorones y otros poemas (2012)
- Las flores del campo no quieren maceta (2013)
- Poeta en jamón york (Premio León Felipe, 2014)
- Arroz tres caricias (2016).
- Hablando de la vida con mis jugos gástricos (2019).
- A cuerpo gentil (2020).
- Una palabra tuya bastará (2022)
- Japonesismos en flor (2023)
- Poesía con patatas (2024)
- Homérico (2025)
- Toledo en mi mano (Versohistoria de Toledo) (2025)
- Remover Roma con Santiago (2025)

En su afán por difundir la poesía toledana es el autor de las antologías Zocodoversos. Poetas en Toledo (2010) y La miel del bosque (2016).
Dejando a un lado la poesía, también hizo obras de narrativa, en este caso dos novelas policíacas: Mazapán amargo (2010) y La última sombra del Greco (2013) , ambas protagonizadas por el inspector Martín Aldana y escritas con J. García Garijo. Y Carcamusas de muerte (2017), Tijeras cortadas (2020) , Bolo feroz (2021), Toledo al pilpil (2023) y Cristobalón' (2025), protagonizadas por el detective privado Augusto Alpesto. Todas las novelas están ambientadas en Toledo. Con la obra Mazapán Amargo consiguió una beca a la creación literaria concedida por la Junta de Comunidades de Castilla-La Mancha.
Además de estas obras, también participó en la elaboración de otros libros:
- Craco y El Greco (2010). Se trata de un libro de literatura juvenil escrito junto con M.A. Garrido. También publicó la historia de gatos Bigo y Bolo. Dos gatos en Toledo (2019)

Es director de la colección de libros Toledo en tu mano, donde ha publicado un estudio sobre el escritor toledano Ángel Palomino y sobre la vida y la obra del escultor Gabriel Cruz Marcos. En 2014  publicó un cuento infantil El Greco y el amarillo gruñon y las obras de teatro A cuadros (junto con R. González Casero), "Tan alta vida" sobre la figura de Teresa de Jesús y "Ni temeré las fieras" sobre la prisión y la fuga de fray Juan de la Cruz en Toledo.
También ha publicado los libros de reflexiones La última camisa de Machado. Cavilaciones, lecturas y comentarios (ed. Celya, 2022) yUn gorila en el jardín botánico (2024)
Recientemente ha publicado las novelasCamatorio. Ama tu cama como a ti mismo (2024)y "Alejandra en la Ilíada" (2025). También el libro infantil La i que perdió su puntito (2024). 